# Manfred Brunner (Skirennläufer)
Manfred Brunner (* 22. Mai 1956 in Bad Kleinkirchheim) ist ein ehemaliger österreichischer Skirennläufer. Er war auf die Disziplinen Slalom und Riesenslalom spezialisiert, erreichte einen Podestplatz im Weltcup und drei Siege im Europacup.

## Karriere
Manfred Brunner begann im Alter von neun Jahren mit rennmäßigem Skilauf im Skiklub seines Heimatortes Bad Kleinkirchheim. Um seine sportliche Ausbildung weiter zu fördern besuchte er das Skigymnasium in Stams in Tirol. Anfang der 1970er-Jahre wurde Brunner in den Kader des Österreichischen Skiverbandes (ÖSV) aufgenommen. Er kam bald zu seinem ersten Weltcupeinsatz, startete dann aber längere Zeit im Europacup, wo er zunächst allerdings keine größeren Erfolge erzielte. Nachdem er im Winter 1975/76 verletzungsbedingt an keinen Rennen teilnehmen hatte können, verbesserten sich seine Resultate in der nächsten Saison deutlich. Er erreichte zunächst mit Rang zwei im Riesenslalom von Villach seinen ersten Podestplatz im Europacup und kam anschließend auch wieder im Weltcup zum Einsatz, wo er am 25. Februar 1977 hinter Hansi Hinterseer den zweiten Platz im Riesenslalom von Furano belegte, damit seine beste Weltcupplatzierung erreichte und erstmals überhaupt Weltcuppunkte gewann. Mit weiteren drei siebenten Plätzen in Riesenslaloms am Ende des Winters belegte er in der Saison 1976/77 den neunten Platz im Riesenslalomweltcup. Im Rahmen des Weltcupfinales in der Sierra Nevada gewann er zudem am 27. März 1977 einen Parallelslalom, der allerdings nicht zum Weltcup zählte.
Zu Beginn der Saison 1977/78 konnte Brunner nicht an die Weltcupergebnisse des Vorjahres anknüpfen, weshalb er nicht für die Weltmeisterschaften 1978 in Garmisch-Partenkirchen nominiert wurde. Kurz nach der versäumten WM erreichte er zwar den vierten Platz im Slalom von Chamonix, doch dies blieb sein letzter Punktegewinn im Weltcup. Er startete in der Folge wieder im Europacup und feierte im Slalom von Haus im Ennstal seinen ersten Sieg. In der folgenden Saison 1978/79 gewann er im Europacup zwei Riesenslaloms in Villach und Puy-Saint-Vincent. Zudem wurde er in zwei Slaloms Zweiter, womit er Platz drei in der Europacup-Gesamtwertung, Rang vier in der Riesenslalomwertung und Rang fünf in der Slalomwertung belegte. Eine Rückkehr in die Weltcupmannschaft gelang ihm jedoch nicht. Nachdem Brunner in der nächsten Saison auch im Europacup keine vorderen Platzierungen mehr erreicht hatte, wechselte er 1980 zum Niederländischen Verband. Er blieb aber weiterhin ohne Erfolge und beendete schließlich seine Skikarriere.

## Erfolge

### Weltcup
- Saison 1976/77: 9. Riesenslalomweltcup
- 1 Podestplatz (2. Rang im Riesenslalom von Furano am 25. Februar 1977) und weitere 4 Top-10-Platzierungen

### Europacup
- Saison 1978/79: 3. Gesamtwertung, 4. Riesenslalomwertung, 5. Slalomwertung
- 6 Podestplätze, davon 3 Siege:

| Saison  | Ort               | Land       | Disziplin    |
| ------- | ----------------- | ---------- | ------------ |
| 1977/78 | Haus im Ennstal   | Österreich | Slalom       |
| 1978/79 | Villach           | Österreich | Riesenslalom |
| 1978/79 | Puy-Saint-Vincent | Frankreich | Riesenslalom |

### Österreichische Meisterschaften
- Österreichischer Vizemeister im Slalom 1977 und 1978
- Österreichischer Vizemeister im Riesenslalom 1977